# Pirantel
El pirantel és un medicament usat per a un gran nombre d'infeccions per cucs paràsits. Això inclou ascariasi, cucs en ganxo, enterobiosi, trichostrongyliasis, i triquinosi. Es pren oralment.
Els efectes secundaris inclouen nàusea, mal de cap, mareig, problemes de son i erupció cutània. Actua paralitzant els cucs.
Pirantel es va descriure inicialment el 1965.